# Amelécourt
Amelécourt és un municipi francès, situat al departament del Mosel·la i a la regió del Gran Est. L'any 2007 tenia 141 habitants.

## Demografia

### Població
El 2007 la població de fet d'Amelécourt era de 141 persones. Hi havia 54 famílies, de les quals 12 eren unipersonals (4 homes vivint sols i 8 dones vivint soles), 12 parelles sense fills, 15 parelles amb fills i 15 famílies monoparentals amb fills.
La població ha evolucionat segons el següent gràfic:
Habitants censats

### Habitatges
El 2007 hi havia 59 habitatges, 55 eren l'habitatge principal de la família i 4 estaven desocupats. 53 eren cases i 5 eren apartaments. Dels 55 habitatges principals, 42 estaven ocupats pels seus propietaris, 12 estaven llogats i ocupats pels llogaters i 2 estaven cedits a títol gratuït; 2 tenien dues cambres, 7 en tenien tres, 5 en tenien quatre i 42 en tenien cinc o més. 37 habitatges disposaven pel capbaix d'una plaça de pàrquing. A 18 habitatges hi havia un automòbil i a 28 n'hi havia dos o més.

### Piràmide de població
La piràmide de població per edats i sexe el 2009 era:
| Homes | Edats   | Dones |
| ----- | ------- | ----- |
| 0     | 95 o +  | 0     |
| 0     | 90 a 94 | 0     |
| 0     | 85 a 89 | 4     |
| 0     | 80 a 84 | 0     |
| 0     | 75 a 79 | 8     |
| 4     | 70 a 74 | 4     |
| 4     | 65 a 69 | 0     |
| 4     | 60 a 64 | 0     |
| 0     | 55 a 59 | 4     |
| 0     | 50 a 54 | 0     |
| 4     | 45 a 49 | 4     |
| 0     | 40 a 44 | 0     |
| 4     | 35 a 39 | 4     |
| 12    | 30 a 34 | 4     |
| 4     | 25 a 29 | 12    |
| 0     | 20 a 24 | 4     |
| 0     | 15 a 19 | 0     |
| 4     | 10 a 14 | 0     |
| 0     | 5 a 9   | 4     |
| 8     | 0 a 4   | 8     |

## Economia
El 2007 la població en edat de treballar era de 84 persones, 63 eren actives i 21 eren inactives. De les 63 persones actives 60 estaven ocupades (28 homes i 32 dones) i 3 estaven aturades (2 homes i 1 dona). De les 21 persones inactives 7 estaven jubilades, 7 estaven estudiant i 7 estaven classificades com a «altres inactius».

### Ingressos
El 2009 a Amelécourt hi havia 53 unitats fiscals que integraven 135 persones, la mediana anual d'ingressos fiscals per persona era de 17.361 €.

### Activitats econòmiques
Dels 7 establiments que hi havia el 2007, 1 era d'una empresa extractiva, 2 d'empreses de construcció, 2 d'empreses de comerç i reparació d'automòbils, 1 d'una empresa de transport i 1 d'una empresa d'hostatgeria i restauració.
Dels 2 establiments de servei als particulars que hi havia el 2009, 1 era un taller de reparació d'automòbils i de material agrícola i 1 restaurant.
L'any 2000 a Amelécourt hi havia 3 explotacions agrícoles que ocupaven un total de 711 hectàrees.

## Poblacions més properes
El següent diagrama mostra les poblacions més properes.